# Pseudobunaea irius
Pseudobunaea irius is een vlinder uit de familie van de nachtpauwogen (Saturniidae). De wetenschappelijke naam van de soort is, als Bombyx irius, voor het eerst geldig gepubliceerd in 1793 door Johann Christian Fabricius.